# 大川目村
大川目村（おおかわめむら）は、昭和29年（1954年）まで岩手県九戸郡にあった村。現在の久慈市大川目町にあたる。

## 地理
- 河川：久慈川、長内川

## 沿革
- 1889年（明治22年）4月1日 - 町村制施行にともない、上大川目村に繋村の一部（馬内・滝）を併せて南九戸郡大川目村が発足。
- 1897年（明治30年）4月1日 - 南九戸郡と北九戸郡が合併して九戸郡が成立[1]。九戸郡大川目村となる。
- 1954年（昭和29年）11月3日 - 久慈町・長内町・宇部村・侍浜村・夏井村・山根村と合併し、久慈市となる。

## 行政

### 歴代村長
| 代 | 氏名         | 就任                   | 退任                      | 備考 |
| -- | ------------ | ---------------------- | ------------------------- | ---- |
| 1  | 奥寺勘七郎   | 明治22年（1889年）     | 明治31年（1898年）        |      |
| 2  | 中野寛       | 明治31年（1898年）     | 明治32年（1899年）        |      |
| 3  | 中野政       | 明治32年（1899年）     | 明治35年（1902年）        |      |
| 4  | 浅香宗模     | 明治35年（1902年）     | 明治39年（1906年）        |      |
| 5  | 村田宇吉     | 明治39年（1906年）     | 明治42年（1909年）        |      |
| 6  | 小笠原助蔵   | 明治42年（1909年）     | 大正2年（1913年）         |      |
| 7  | 川口浩哉     | 大正2年（1913年）      | 大正3年（1914年）         |      |
| 8  | 藤森文二郎   | 大正3年（1914年）      | 大正5年（1916年）         |      |
| 9  | 八角金吾     | 大正5年（1916年）      | 大正8年（1919年）         |      |
| 10 | 羽行仙太郎   | 大正8年（1919年）      | 大正10年（1921年）        |      |
| 11 | 豊巻太郎治   | 大正10年（1921年）9月  | 昭和8年（1933年）9月      |      |
| 12 | 藤森文二郎   | 昭和8年（1933年）9月   | 昭和10年（1935年）5月     |      |
| 13 | 五日市謙二郎 | 昭和10年（1935年）12月 | 昭和17年（1942年）9月     |      |
| 14 | 砂子彦二郎   | 昭和17年（1942年）9月  | 昭和21年（1946年）2月     |      |
| 15 | 桜庭栄一郎   | 昭和21年（1946年）5月  | 昭和29年（1954年）11月2日 |      |